# 廣島縣
廣島縣（日语：／ Hiroshima ken */?）是日本一級行政區劃，位於日本本州西端中國地方。東接岡山縣、北接鳥取縣與島根縣、西鄰山口縣、南濱瀨戶內海。首府位于廣島市。

## 概要
廣島都市圈和备后都市圈是该县工業（汽車產業）、商業的中心。县厅所在地的广島市为中国地方最大的都市、也是日本的政令指定都市。縣內亦有豐富的海、山等自然資源，農業、漁業興盛。故有日本的縮圖之稱。
按照日本古代的旧令制国，以大广島地区为中心的县西部地区为「安艺国」、東部与岡山县相接壤的福山市等地区为「備後国」、現在两地在方言、文化上略有区别。近年来广岛县地方政府通常根据个城市生活圈将该县分为广島圈域（县西部）、備後圈域（县東部）、備北圈域（县东北部）三个部分。
广岛市是第二次世界大战與人类历史上第一個遭遇核子攻擊的城市，因此拥有極高的国際知名度。由于县内有安艺宮島和原子弹爆炸遗跡原子彈爆炸圓頂屋两处联合国教科文组织指定的世界文化遺產，使得廣島縣得以吸引许多慕名而来的日本国内外观光客。

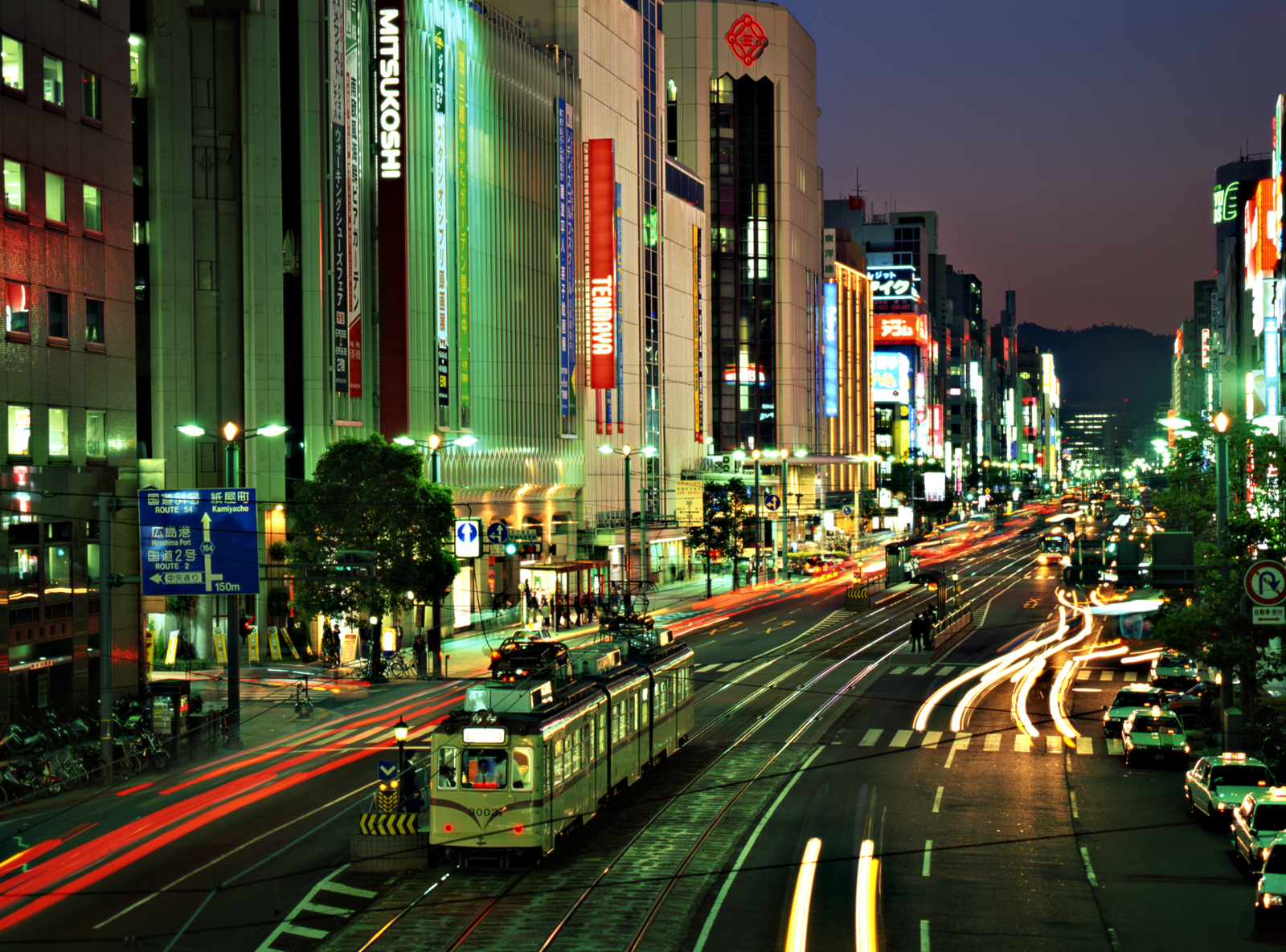
廣島市金融區
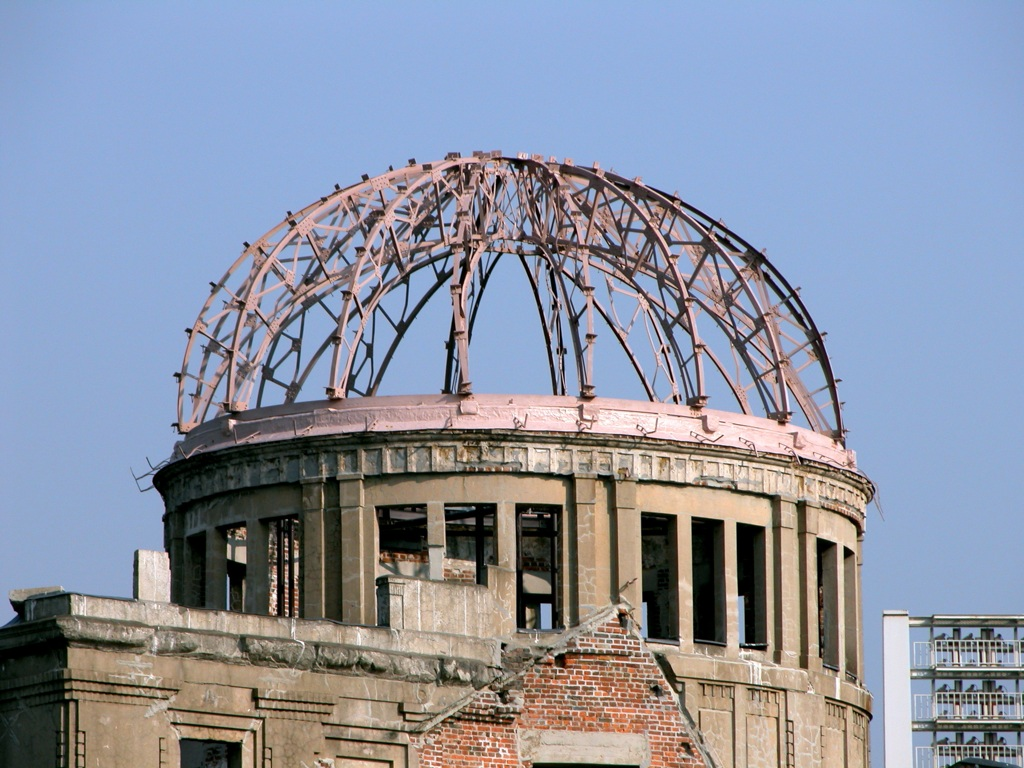
原子彈爆炸圓頂屋
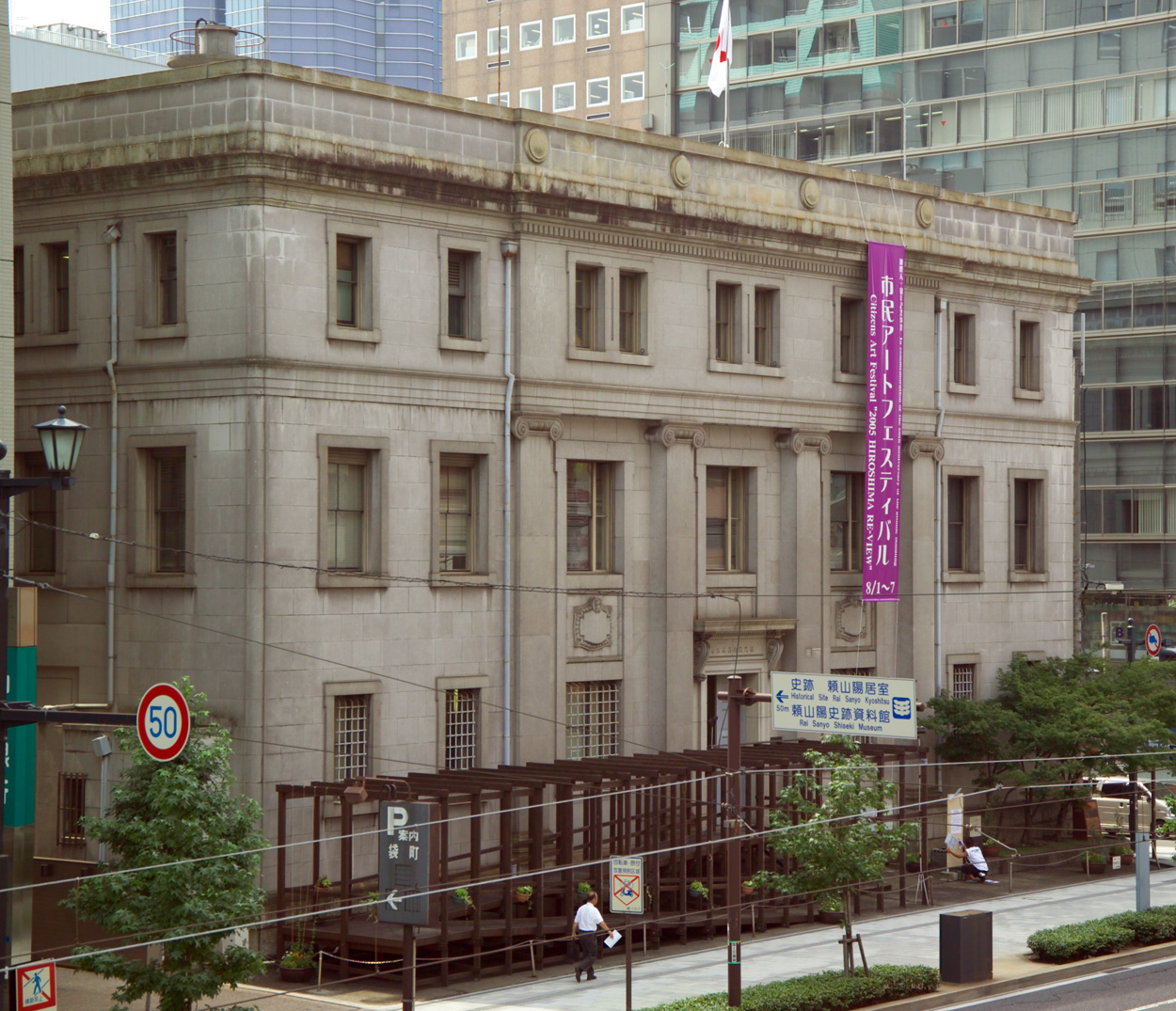
舊日本銀行
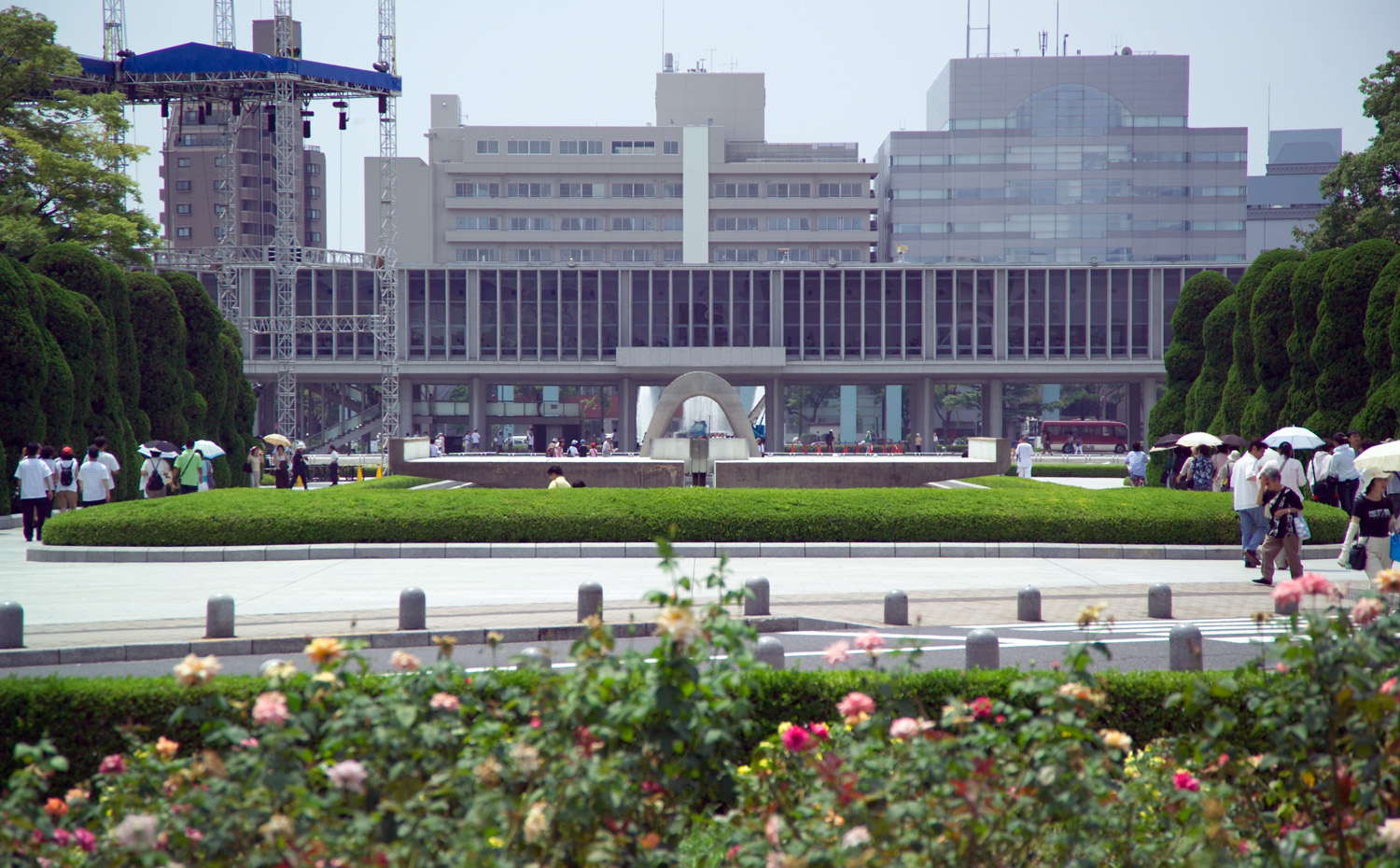
廣島和平紀念公園
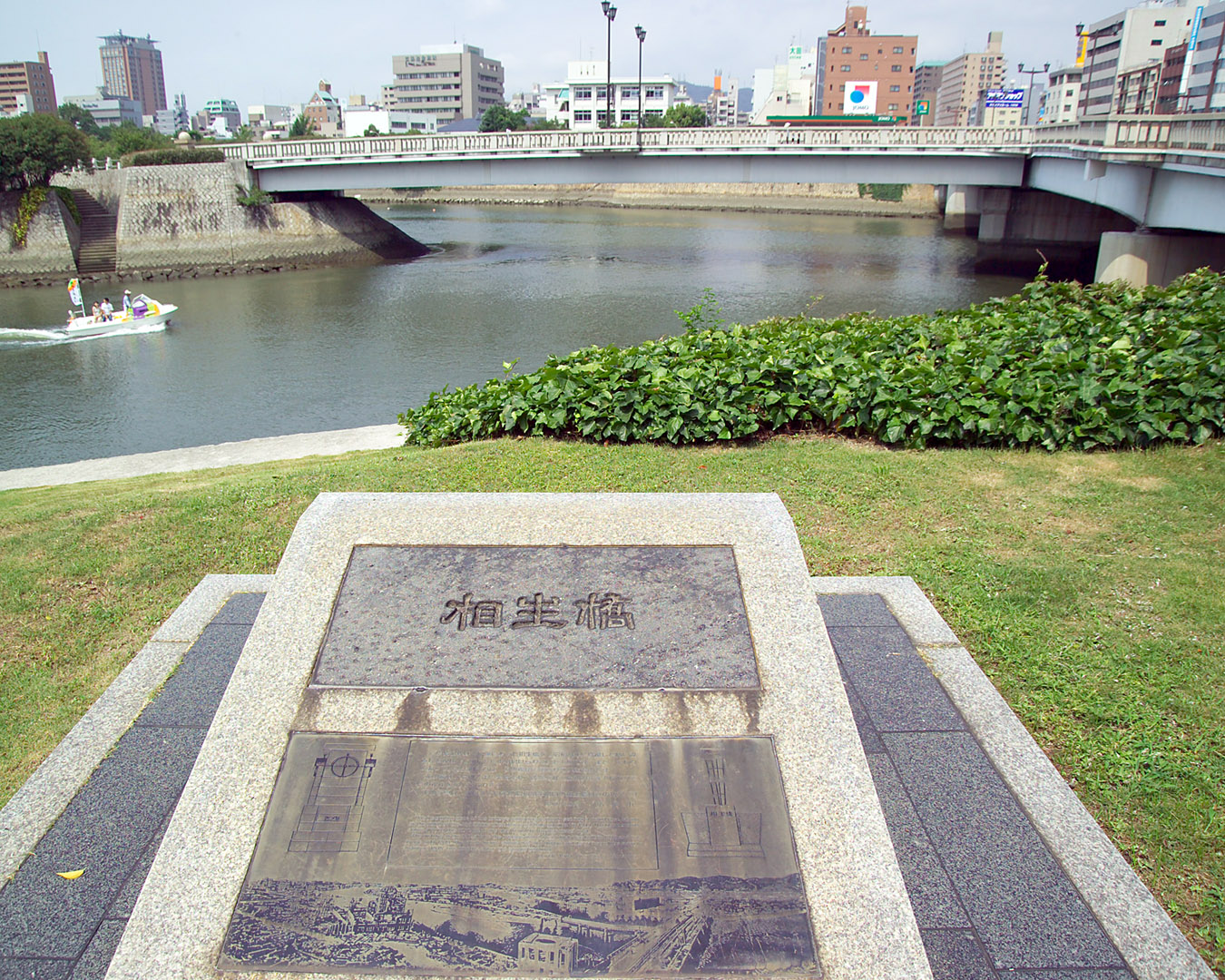
相生橋
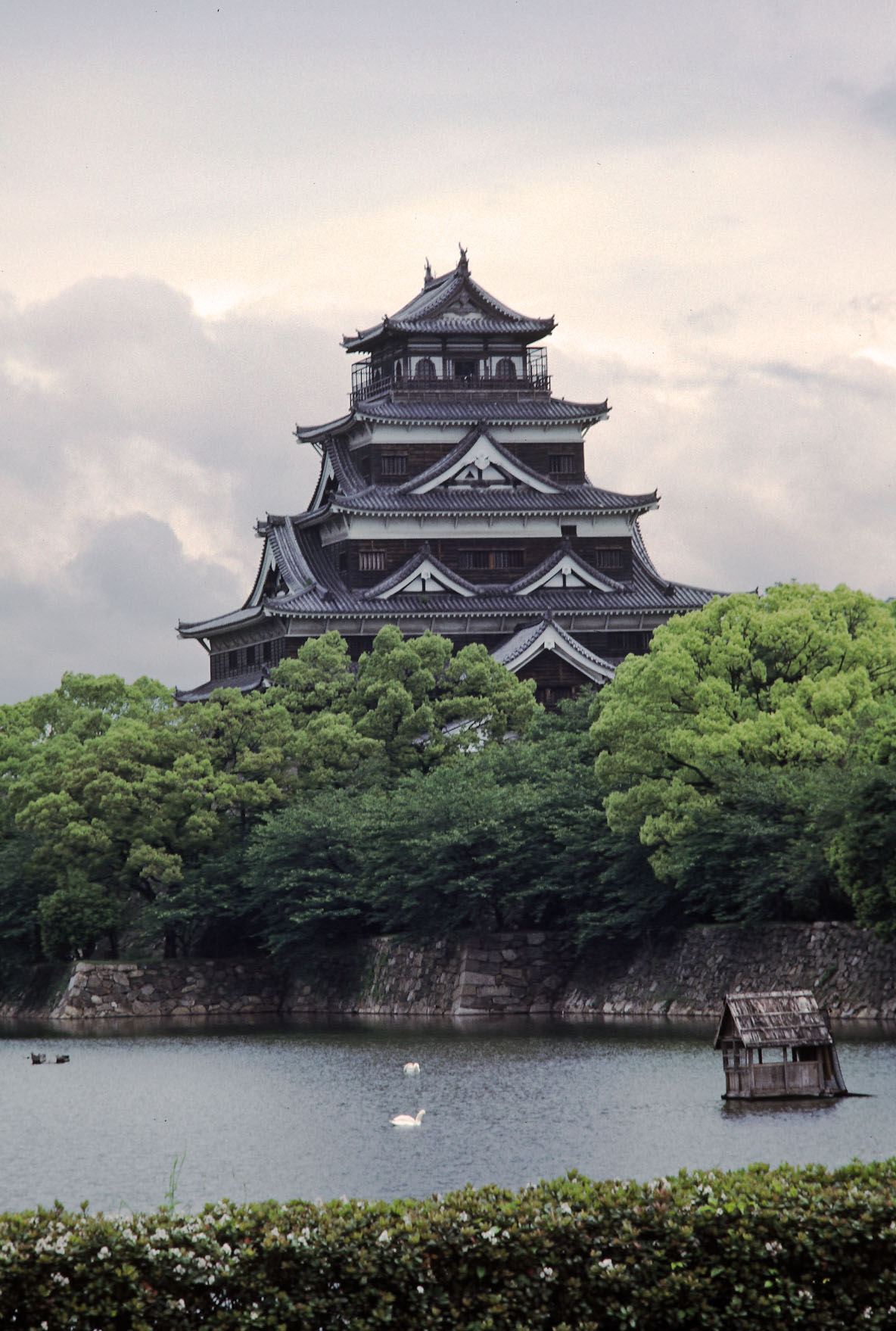
廣島城
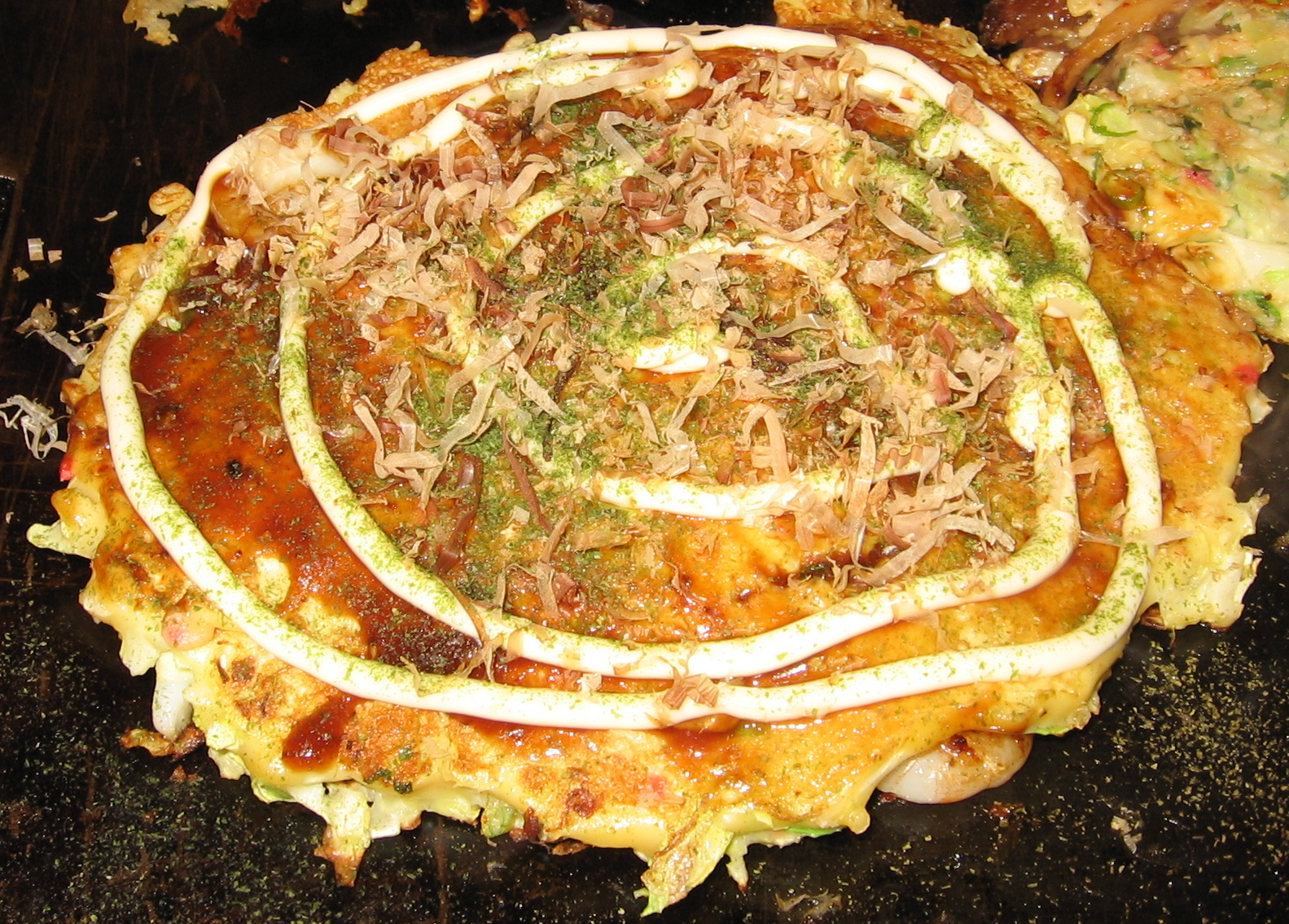
御好燒
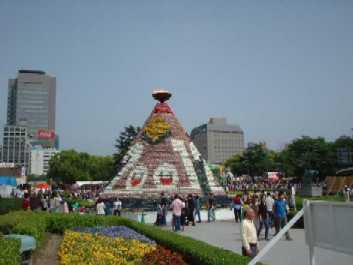
花博會
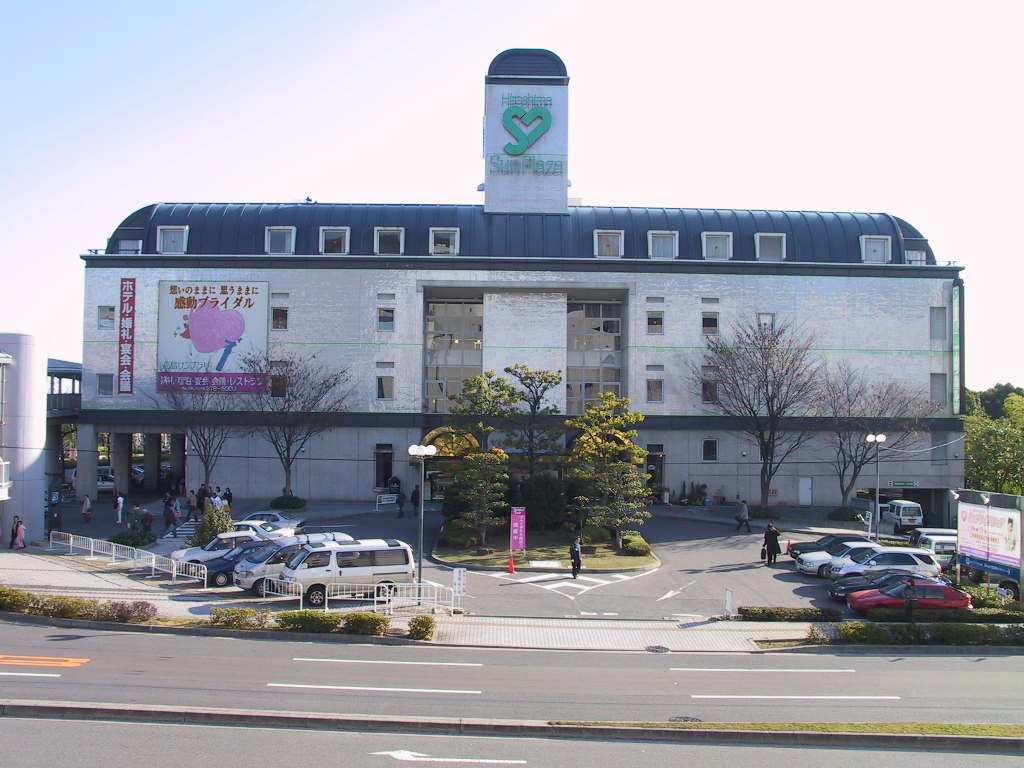
Alpark
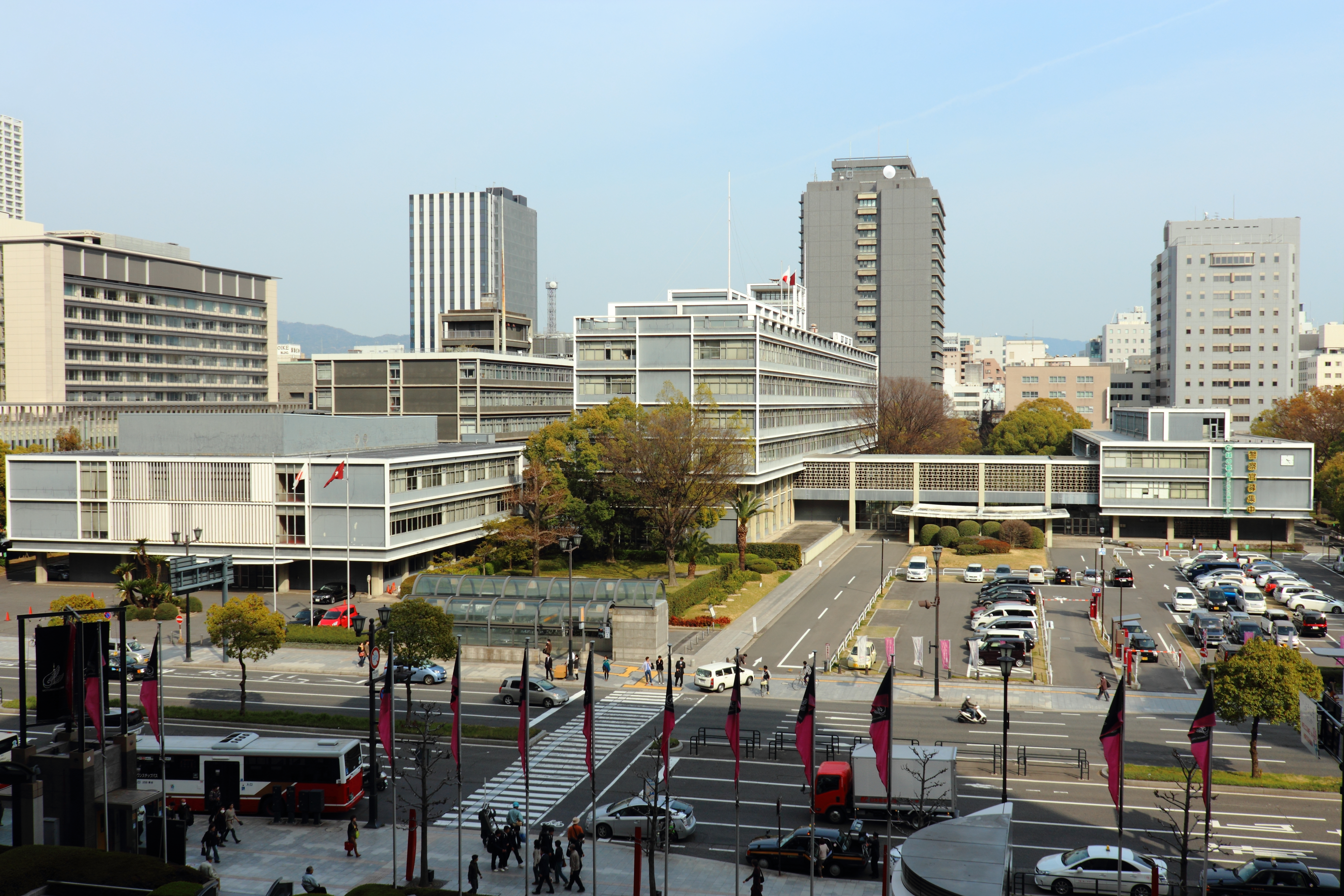
廣島縣政府

## 地理
瀨戶內海内，散落着共计约140个屬於廣島縣管轄的大小岛屿。
芸予諸島面积约538.3平方公里，人口约180,000。
鄰接都道府縣从东按照逆时针方向依次为：岡山縣 - 鳥取縣 - 島根縣 - 山口縣 - 愛媛縣 - 香川縣
2005年广岛县的梯田数量为日本第一。

### 气候
该县的豪雪地域为日本海側气候，除此之外的其他地方是濑户内海式气候。该县的年降水量高于毗邻的岡山县（备后地区除外）。广島县的降水量异常多的原因为缺乏大平原，山区为广袤的山林所覆盖，植物的蒸腾作用造成雨云的形成易于其他地方。
冬季广島市及周边地区盛行西北季風，其影響为不乏阴天或雨雪天气，沿山地区时有積雪。县内的備後地域沿海地区即便是冬天也多数为晴天日。降雪量大致呈现北多南少。冬春交接季节，会出现从中国大陸吹来的黄砂。夏季全县较炎热。

### 自然公園
- 國立公園

瀨戶內海國立公園
- 國定公園

比婆道後帝釋國定公園、西中國山地國定公園
- 縣立自然公園

南原峽縣立自然公園、山野峽縣立自然公園、三倉岳縣立自然公園、竹林寺用倉山縣立自然公園、佛通寺御調八幡宮縣立自然公園、神之瀨峽縣立自然公園

## 行政區劃
廣島縣目前轄下有14市及9町
廣島市：中區 - 東區 - 南區 - 西區 - 安佐南區 - 安佐北區 - 安藝區 - 佐伯區
市部：吳市、竹原市、三原市、尾道市、福山市、府中市、三次市、原市、大竹市、東廣島市、廿日市市、安藝高田市、江田島市
安藝郡：府中町、海田町、熊野町、坂町
山縣郡：安藝太田町、北廣島町
豐田郡：大崎上島町
世羅郡：世羅町
神石郡：神石高原町

## 名勝古蹟
- 嚴島神社（廿日市市）（國寶、重要文化財產、世界遺產）
- 廣島和平紀念公園（廣島市）
  - 原爆Dome（世界遺產）
  - 廣島和平紀念資料館（日语：広島平和記念資料館）
- 廣島城
- 江波山氣象館
- 福山城　伏見櫓・筋鐵御門（國家重要文化財產）
- 明王院　五重塔・本堂（國寶）
- 鞆之浦　福禪寺（對潮樓）・能舞台（沼名前神社）（重要文化財產）
- 太田家住宅朝宗亭・備後安國寺（國家重要文化財產）
- 備後吉備津神社（國家重要文化財產）
- 草戶千軒町遺跡（國家指定史跡）

## 特產
| 水果、蔬菜     | 水果、蔬菜                           |
| -------------- | ------------------------------------ |
| 橙             | 全國都道府縣·收穫量第1位（15年度）。 |
| 八朔           | 全國都道府縣·收穫量第2位（15年度）。 |
| 檸檬           | 日本產檸檬的發祥地。                 |
| 慈姑           | 全國生產量第1位。                    |
| 廣島菜         | 廣島的地域野菜。                     |
| 魚介類、海產物 |                                      |
| 牡蠣           | 全國生產量第1位。                    |
| 鄉土料理       |                                      |
| 廣島燒         | 廣島特色的御好燒。                   |
| 保命酒         | 福山市產的藥酒。                     |
| 紅葉饅頭       | 廣島的名物菓子。                     |
| 工藝品、民藝品 |                                      |
| 熊野筆         | 國家指定的傳統工藝品。               |
| 宮島細工       | 國家指定的傳統工藝品。               |
| 福山琴         | 國家指定的傳統工藝品。               |
| 廣島佛壇       | 國家指定的傳統工藝品。               |
| 備後絣         |                                      |
| 參考資料：     |                                      |